# Трите хана
Трите хана или Три хана (на гръцки: Στροφή, Строфи, старо Τρία Χάνια, Трия Хания, на турски: Üç Hanlar, Юч Ханлар) е бивше село в Егейска Македония, Гърция, на територията на дем Даутбал в административна област Централна Македония.

## География
Трите хана е било разположено в Солунското поле, в областта Вардария, на 2 километра северозападно от Додулари (Неа Магнисия), от северната страна на магистралата Егнатия Одос, близо до мястото, в което пътят пресича река Галик (Галикос).

## История

### В Османската империя
Трите хана пъроначално е село, а след това става чифлик без трите му хана да затварят. Жителите му се занимават с обслужване на преминаващите пътници - самарджии, налбанти, готвачи. В края на XIX век Трите хана е малко българско село в Солунска каза на Османската империя. В „Етнография на вилаетите Адрианопол, Монастир и Салоника“, издадена в Константинопол в 1878 година и отразяваща статистиката на населението от 1873 година, Притле хана (Pritlé-Hana) е показано като село с 10 домакинства и 50 жители българи.
Между 1896 и 1900 година селото преминава под върховенството на Българската екзархия.
Според статистиката на Васил Кънчов („Македония. Етнография и статистика“) в 1900 година Трикала има 215 жители българи. Цялото християнско население на селото е под върховенството на Българската екзархия - по данни на секретаря на Екзархията Димитър Мишев („La Macédoine et sa Population Chrétienne“) в 1905 година в Трите хана (Trité-hana) има 40 българи екзархисти.
Селото е подложено на нападения от гръцките андартски чети на Гоно Йотов и Апостолис Матопулос.
В 1905 година селището е почти изоставено, тъй като са преброени само 9 жители, които вероятно са управлявали последната къща в района, закупена от Саул Модиано.

### В Гърция
В 1913 година след Междусъюзническата война Трите хана остава в Гърция. Жителите му се изселват в съседното Ново село.